# Baljeet Kaur
Pour les articles homonymes, voir Kaur.
Baljeet Kaur, née le 22 mars 2001, est une joueuse indienne de hockey sur gazon. Elle évolue au poste de milieu de terrain au Indian Oil Corporation Ltd. et avec l'équipe nationale indienne.

## Carrière
Elle a fait ses débuts le 11 juin 2022 contre la Belgique à Anvers à la 3e saison de la Ligue professionnelle (2021-2022).

## Palmarès
- : 3e à la Ligue professionnelle 2021-2022.